# Carex careyana
Carex careyana är en halvgräsart som beskrevs av John Torrey och Chester Dewey. Carex careyana ingår i släktet starrar, och familjen halvgräs. Inga underarter finns listade i Catalogue of Life.